# Jordbävningen i Skopje 1963
Jordbävningen i Skopje 1963 (makedonska: Скопски земјотрес 1963, translitteration från makedoniska Skopski zemjotres 1963) var en jordbävning uppmätt till magnitud 6.1 i Skopje den 26 juli 1963, som dödade över 1 070 personer, och skadade 3 000-4 000 personer medan över 200 000 personer blev hemlösa.
 Cirka 80 procent av staden förstördes.

## Fakta
Skalvet, uppmätt till 6.1 på momentmagnitudskalan (motsvarande 6.9 på Richterskalan), inträffade den 26 juli 1963 klockan 4:17 på morgonen UTC (5:17 på natten lokal tid) i Skopje). Skalvet varade i 20 sekunder och kändes främst längs med Vardarflodens dalgång. Ett efterskalv rapporterades 5:43.

## Följder
Dagarna efter skalvet begärde 35 länder att Förenta nationernas generalförsamling tog upp hjälp till Skopje på sin lista. Stöd, i form av pengar, sjukvård, teknik och uppbyggnad kom från 78 länder. Konstnären Pablo Picasso donerade sin målning Head of a Woman (1963), som ställdes ut vid nya Museum of Contemporary Art   i Skopje.
1965 bad FN Kenzo Tange att gå med i en tävling för återuppbyggnaden av Skopje, där Tange vann 60% av priset medan det jugoslaviska laget vann övriga 40%. Kenzo Tanges plan för Skopje (ett av hans större verk) genomfördes delvis, med Skopjes nya järnvägsstation och City Wall.

## Citat
Efter skalvet skickade Josip Broz Tito, då president i Jugoslavien, ett kondoleansmeddelande till Socialistiska republiken Makedonien:
| ” | Tillsammans med alla folk i Jugoslavien kommer vi att sträva efter att lindra katastrofen som har drabbat er republik | „ |

Alberto Moravia, en av Italiens ledande romanförfattare:
| ” | Skopje får inte förbli enbart en tidningsartikel om sitt lidande, utan måste bli ansvaret för oss alla, av alla människor som i dag eller i morgon, genom någon liknande katastrof, kan bli Skopjebor | „ |

Jean-Paul Sartre, ledande figur inom fransk filosofi och litteratur:
| ” | Skopje är inte en film, inte en thriller där vi gissar huvudhändelsen. Det är en koncentration av människans kamp för frihet, med ett resultat som inspirerar till fortsatt kamp och utan att acceptera nederlag. | „ |

## Galleri

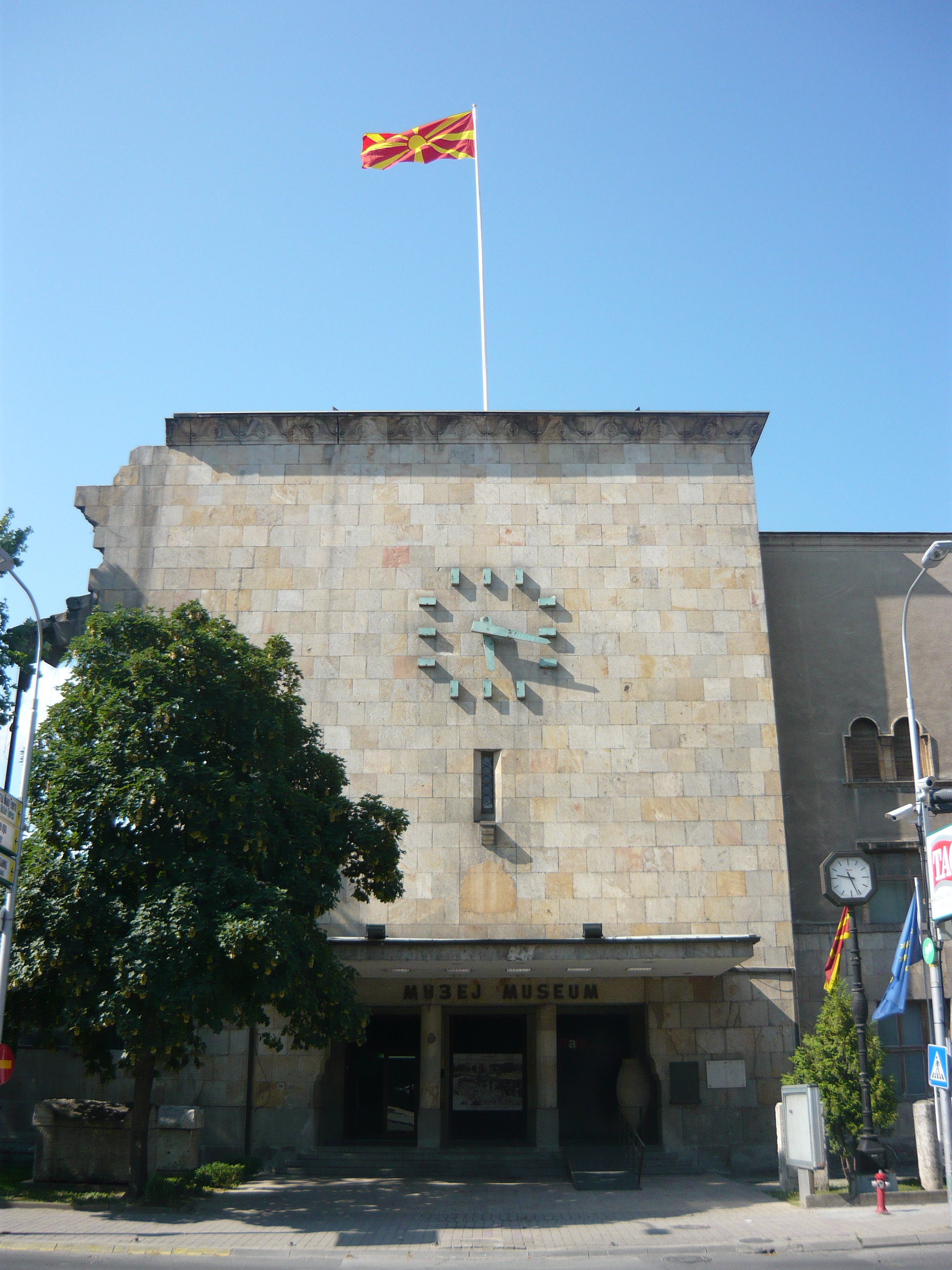
Symbol för jordbävningen: Skopjes gamla järnvägsstation. Klockan stannade klockan 5.17 den 26 juli 1963. Byggnaden kom senare att användas av Skopjes stadsmusueum.
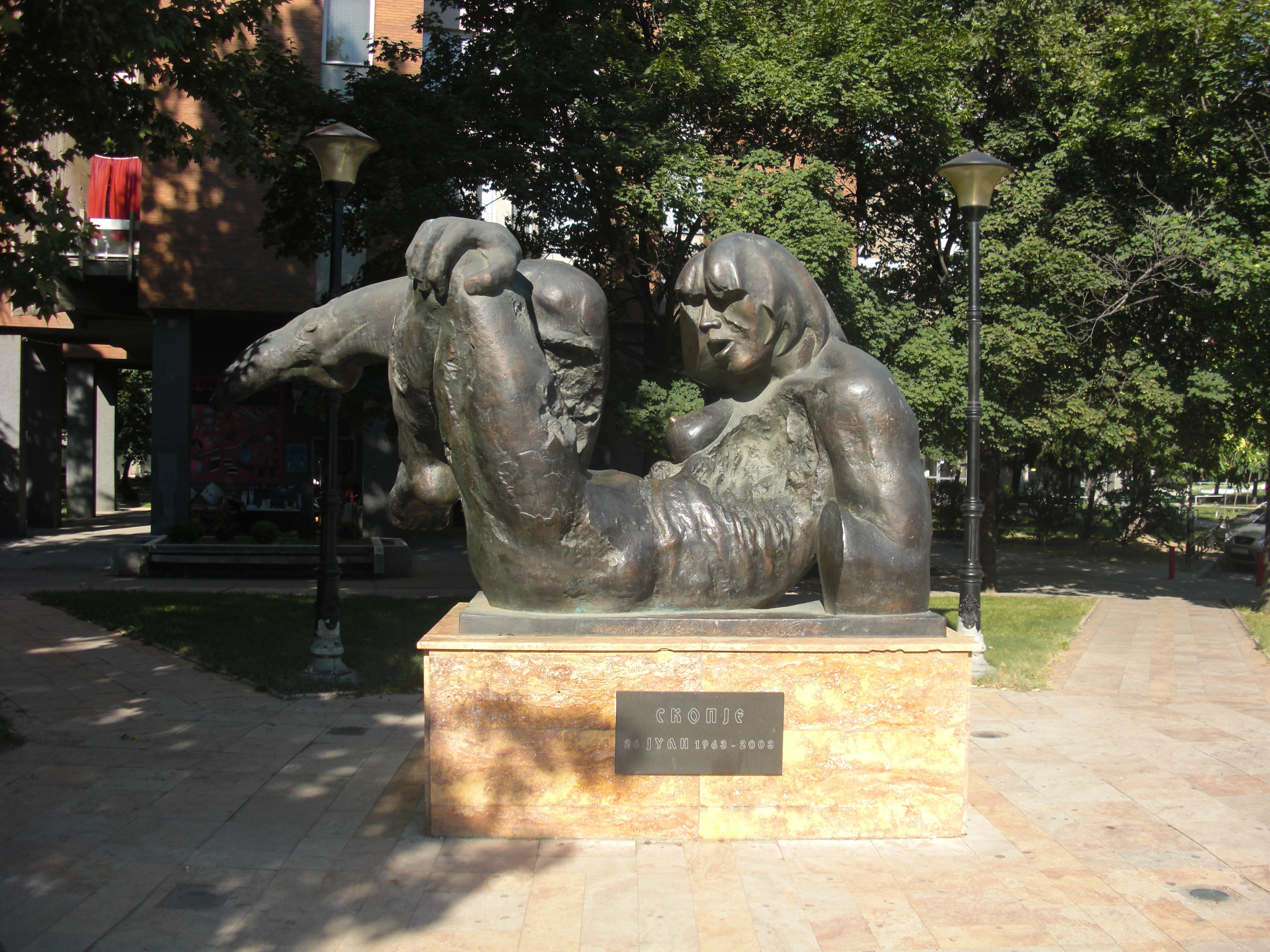
Monument över jordbävningens offer nära den gamla järnvägsstationen
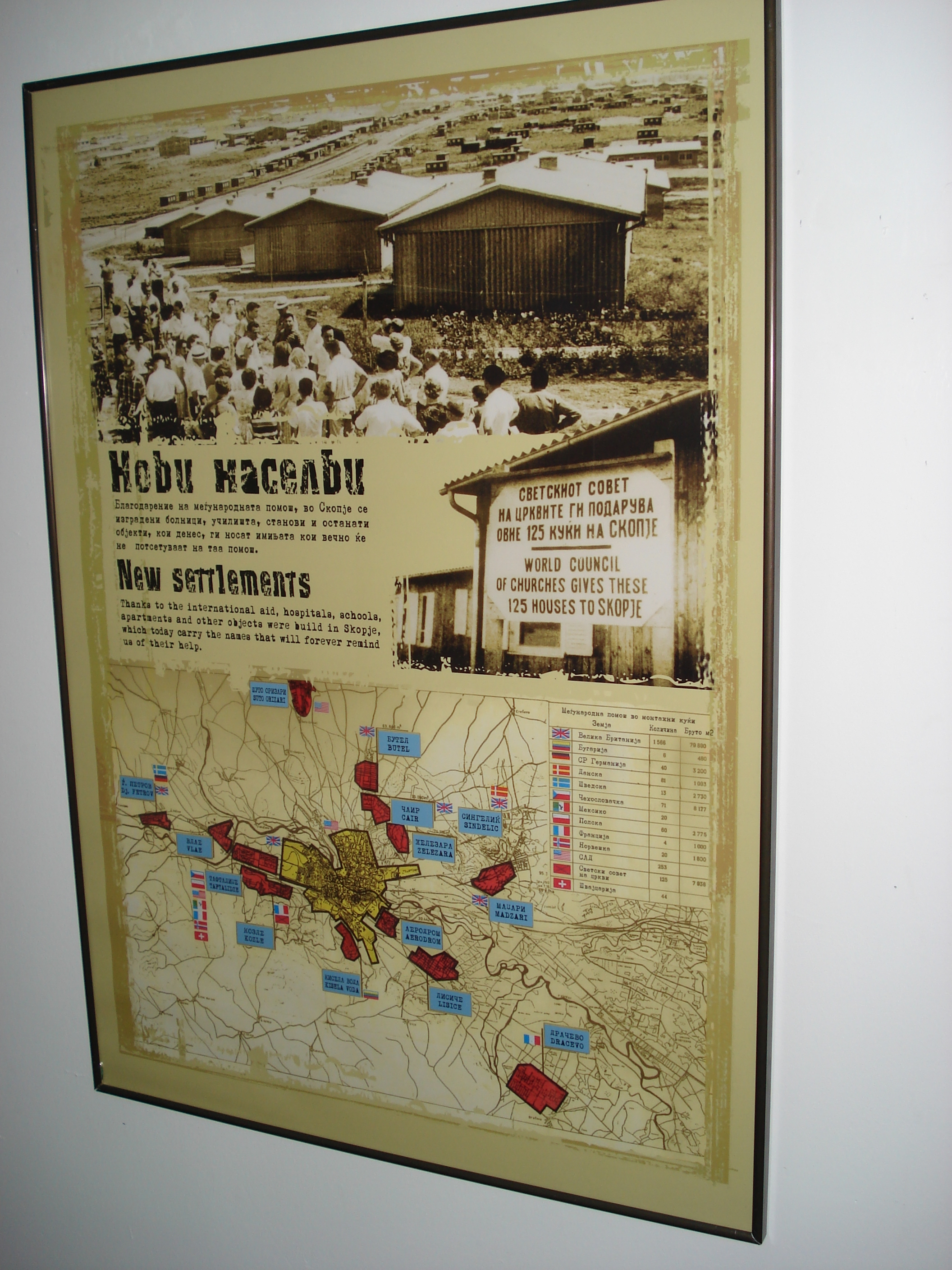
Nya bostadshus i Skopje donerade av: USA, Storbritannien, Västtyskland, Mexiko, de skandinaviska länderna, Schweiz, Tjeckoslovakien, Polen, Kyrkornas världsråd med flera.
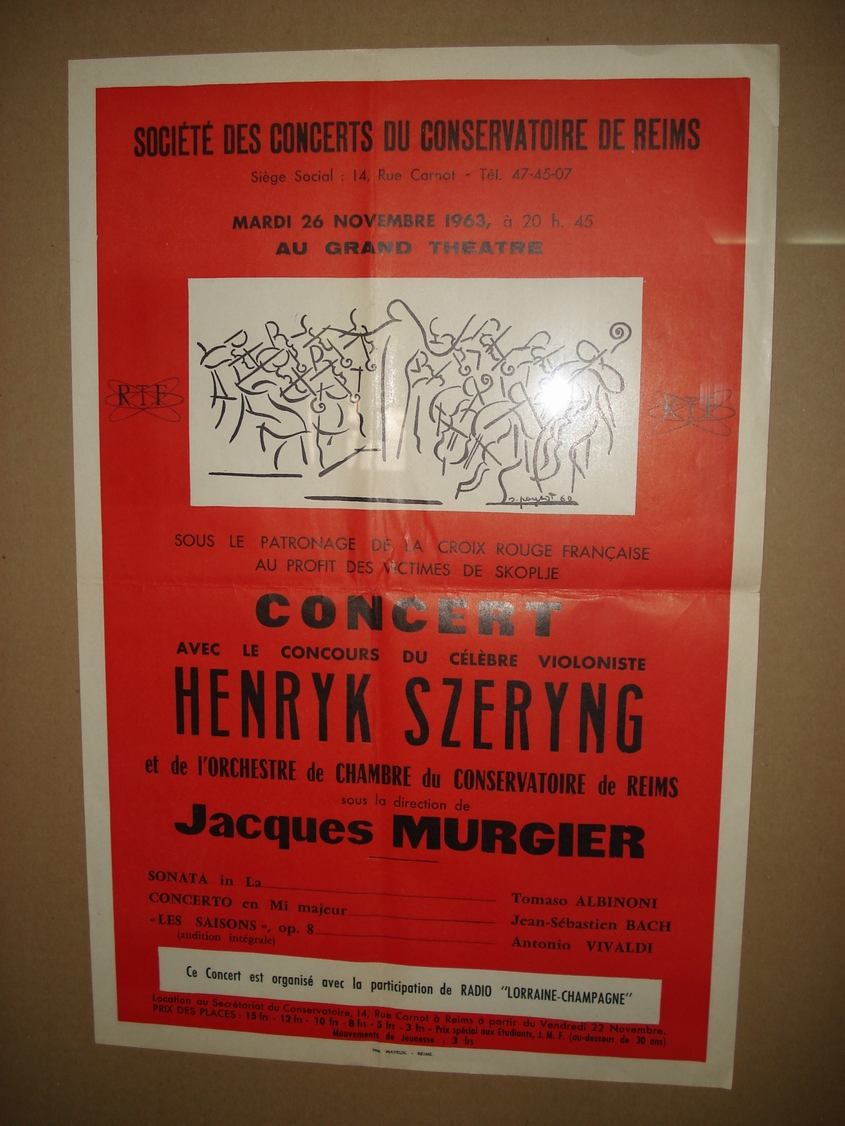
Välgörenhetskonsert av Henryk Szeryng för offren, i Reims, 26 november 1963
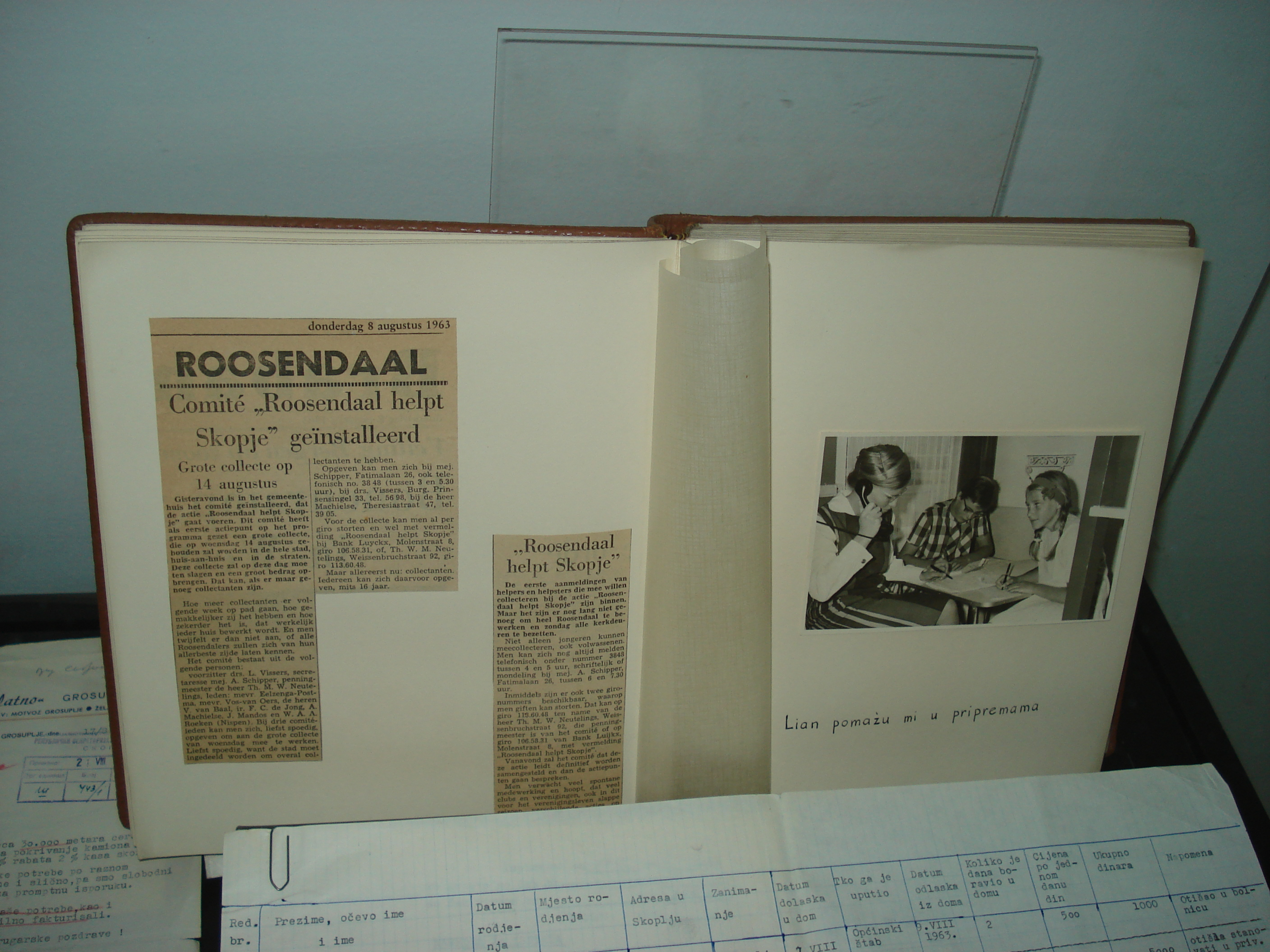
Tidningsklipp: Hjälp till Skopjes invånare från Roosendaal, Nederländerna, 8 augusti 1963

### Fotnoter
1. ↑  MIA 'menade att 1 07 personer dog, och 3 000 skadades' Arkiverad 24 februari 2012 hämtat från the Wayback Machine.
2. ↑  ”Makfax 'загинаа 1070 луѓе, а околу 4.000 беа повредени'”. Arkiverad från originalet den 1 april 2010. https://web.archive.org/web/20100401115704/http://www.makfax.com.mk/_tools/refinedSearch#90696. Läst 2 augusti 2011.
3. 1 2 3 4  44-årsminnet av skalvet Arkiverad 30 september 2007 hämtat från the Wayback Machine. MRT[förtydliga], Torsdag 26 juli 2007
4. ↑  Seismisk markrörelse ¨på M6.1 för skalvet  Arkiverad 11 april 2008 hämtat från the Wayback Machine. Italiens geologiministerium, Triestes universitet, Trieste, Italien
5. 1 2 3  Skalvet på Arkiverad 13 maj 2008 hämtat från the Wayback Machine. In Your Pocket City Guides
6. 1 2 3  On This Day: 26 July; 1963: Thousands killed in Yugoslav earthquake BBC
7. ↑  1963 Skopje (Macedonia) Earthquake SeismoArchives, Incorporated Research Institutions for Seismology
8. ↑  Vecer online Arkiverad 28 september 2011 hämtat från the Wayback Machine. Болката и сеќавањата остануваат засекогаш